# 탄자니아의 정치
탄자니아의 여당은 CCM이며 야당은 챠데마라는 당이 대표적인 당이 있다. CCM당은 탄자니아 합병후 계속해서 집권을 해온 당이며 탄자니아 내에서 노,장년 층에 계속적인 지지를 얻고 있으며, 챠데마 당은 젊은 층의 지지를 크게 얻으며 힘을 키워가고 있다. 